# Maatboek
Het maatboek is de voorloper van het Kadaster. In het hertogdom Brabant werd in het maatboek van akkerpercelen opgetekend wie de eigenaar was, wie de akkers gebruikte en hoe groot ze waren. Na verloop van tijd, als veel percelen inmiddels waren opgesplitst of nieuwe akkers waren ontgonnen, werd het maatboek vernieuwd. Hierbij werden de percelen opnieuw benoemd, genummerd en gemeten. Het maatboek werd gebruikt om te berekenen hoeveel bede betaald moest worden. De bede werd alleen geheven over akkerpercelen.
Na de vrede van Münster werden in het huidige Noord-Brabant, naast de bede, de verpondingen ingevoerd. Deze belasting werd niet alleen geheven over akkers, maar ook over weilanden en heidepercelen. In maatboeken van na 1648 werden dus alle percelen vermeld.